# Michael Bush
Michael Bush (Louisville, 16 giugno 1984) è un ex giocatore di football americano statunitense che ha militato nel ruolo di running back nella National Football League. Fu scelto nel corso del quarto giro (100º assoluto) del Draft NFL 2007 dagli Oakland Raiders. Al college giocò a football alla Louisville University.

## Carriera universitaria
Nella stagione 2003 ha giocato 13 partite correndo 81 volte per 503 yard con 6 touchdown, ha fatto 11 lanci completandone 4 per 67 yard con 2 touchdown, ha ricevuto 17 volte per 240 yard con un touchdown, ha fatto 3 ritorni su kickoff per 48 yard e 2 tackle da solo.
Nella stagione 2004 ha giocato 12 partite correndo 132 volte per 734 yard con 7 touchdown, ha fatto 2 lanci completandone uno per 48 yard con un touchdown e ha ricevuto 11 volte per 155 yard.
Nella stagione 2005 la sua migliore è andato vicino a una possibile candidatura per il trofeo Heisman del 2006, ha giocato 10 partite correndo 205 volte per 1.143 yard con 23 touchdown e infine ha ricevuto 21 volte per 253 yard con un touchdown.
Nella stagione 2006 ha iniziato bene la sua prima partita contro Kentucky, realizzando 3 touchdown solo nel primo tempo. Nel 3º quarto però si è infortunato in durante corsa rompendosi la tibia. Ha saltato tutta la stagione e a fine anno ha dovuto inserire una barra d'acciaio per facilitare il recupero dall'infortunio. Ha concluso con una partita giocata correndo 17 volte per 128 yard con un touchdown e ha fatto una ricezione per 3 yard.
Se non avesse subito l'infortunio sarebbe stato probabilmente tra una delle prime dieci scelte del draft 2007.

## Carriera professionistica

### Oakland Raiders
Bush fu scelto al quarto giro del Draft 2007 dagli Oakland Raiders. Il 25 luglio 2007 firmò un contratto quadriennale del valore di 2,165 milioni di dollari di cui 500.000 di bonus alla firma. Rimase per tutto la stagione sulla lista di chi doveva recuperare lo stato di forma a causa del suo infortunio subito al college.
Nella stagione successiva debuttò nella NFL l'8 settembre contro i Denver Broncos. Chiuse giocando 15 partite, totalizzando 421 yard su corsa, 3 touchdown e un fumble perso. Nella successiva giocò 16 partite di cui 7 da titolare con 589 yard su corda, 3 TD e 2 fumble persi.
Durante la 3a partita di pre-stagione della stagione 2010, in una corsa sbatté contro un casco avversario e si ruppe il pollice della mano sinistra. Dopo l'operazione rimase fuori fino alla 2a settimana della stagione regolare. Trovò più spazio sul finire della stagione e nell'ultima partita contro i Kansas City Chiefs disputò la sua miglior prova dell'anno. Chiuse giocando 14 partite, di cui 3 da titolare, con 655 yard su corsa e 8 TD.
Il 6 agosto 2011 rifirmò un contratto annuale per 2,61 milioni di dollari. Chiuse giocando 16 partite di cui 9 da titolare, 977 yard su corsa, 7 TD e un fumble perso.

### Chicago Bears
Bush firmò un contratto quadriennale del valore di 14 milioni di dollari (di cui 6,45 milioni garantiti) di cui 4 milioni di bonus alla firma coi Chicago Bears il 22 marzo 2012.
Il 13 settembre, nella sconfitta contro i Green Bay Packers, Bush entrò in sostituzione dell'infortunato Matt Forté guidando i Bears con 54 yards corse su 14 tentativi, Nella settimana 12 rilevò ancora l'infortunato Forté segnando due TD e correndo 60 yards nella vittoria sui Minnesota Vikings. Terminò la stagione disputando 13 partite di cui una da titolare, con 411 yard corse e 5 touchdown.
Il primo touchdown della stagione 2013, Bush lo segnò nella settimana 3 contro gli Steelers e il secondo nella settimana 12 contro i Rams. Due settimane dopo segnò il primo touchdown su ricezione nella netta vittoria sui Cowboys nel Monday Night Football e la settimana successiva contro i Browns segnò il terzo su corsa del 2013. Il 10 marzo 2014 fu svincolato dai Bears.

### Arizona Cardinals
Il 25 novembre 2014, Bush firmò con gli Arizona Cardinals.

## Palmarès
- Running back della settimana: 1

10a del 2011

## Statistiche
| Partite totali      | 89    |
| Partite da titolare | 20    |
| Yard su corsa       | 3.250 |
| Touchdown su corsa  | 29    |

Statistiche aggiornate alla settimana 12 della stagione 2014